# Apertura

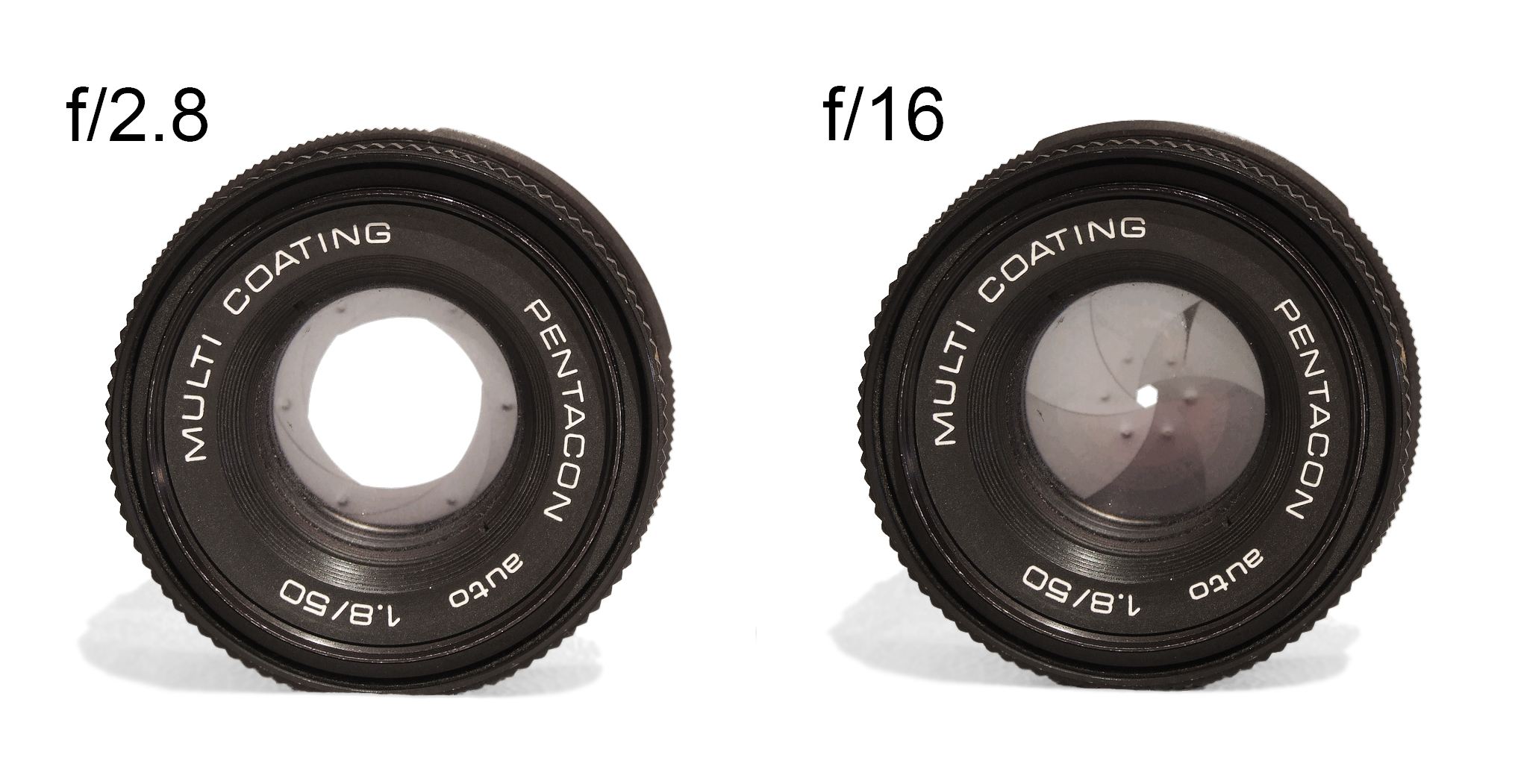
Diferentes aperturas del diafragma.

En óptica, apertura es un orificio a través de la cual pasa la luz. Más específicamente, la apertura de un sistema óptico es aquella que determina el ángulo del cono de un haz de rayos que se enfoca en el plano de imagen.
En fotografía, la magnitud de la apertura está controlada por el diafragma, el cual es una estructura interpuesta en la trayectoria de la luz para regular la cantidad de esta admitida en el sistema. En combinación con la velocidad de obturación, el tamaño de apertura regula el grado de exposición a la luz del filme o sensor, determinando así el Valor de exposición.

## Aperturas máxima y mínima de un objetivo

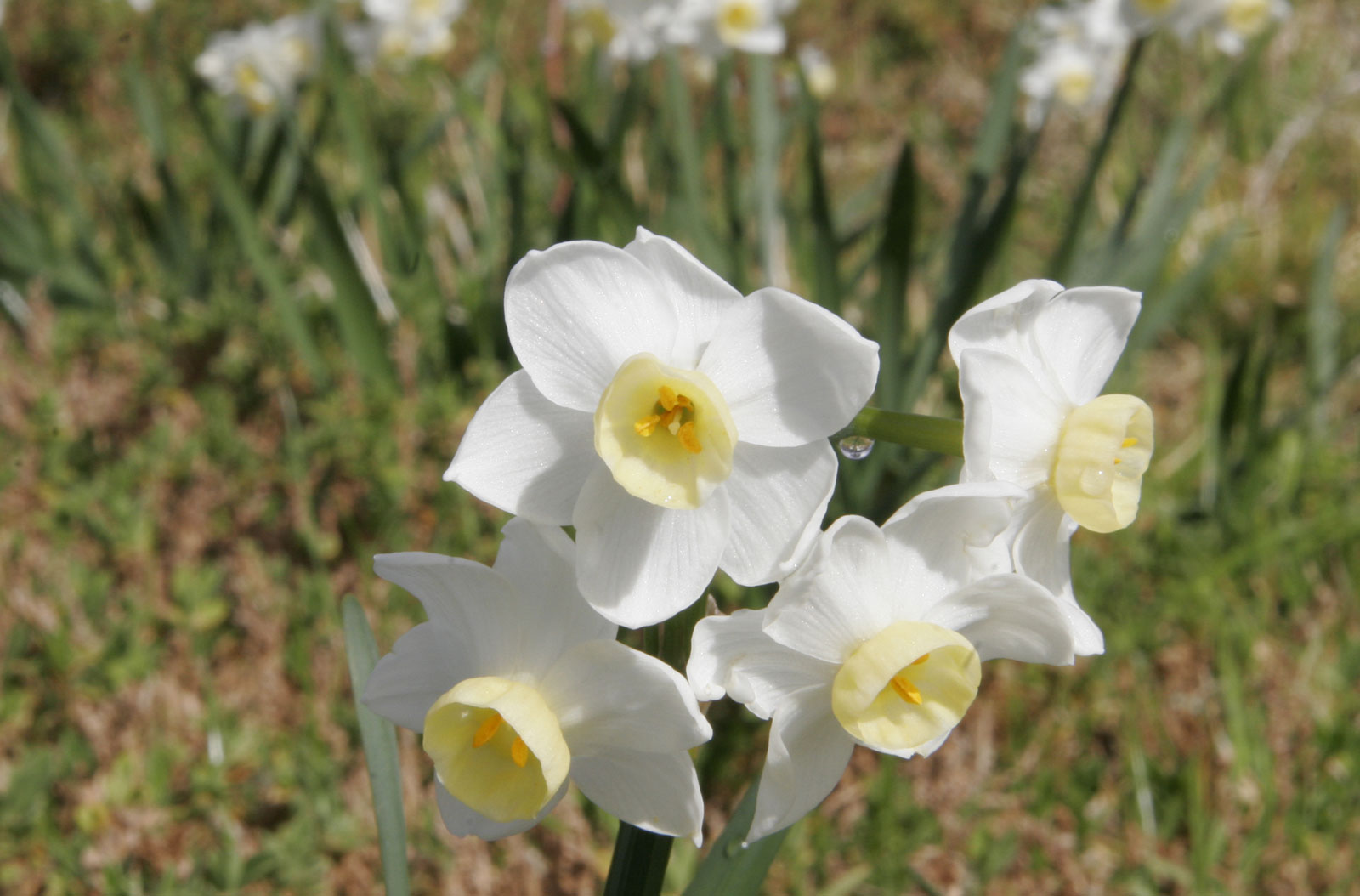
f32 (diafragma más cerrado).

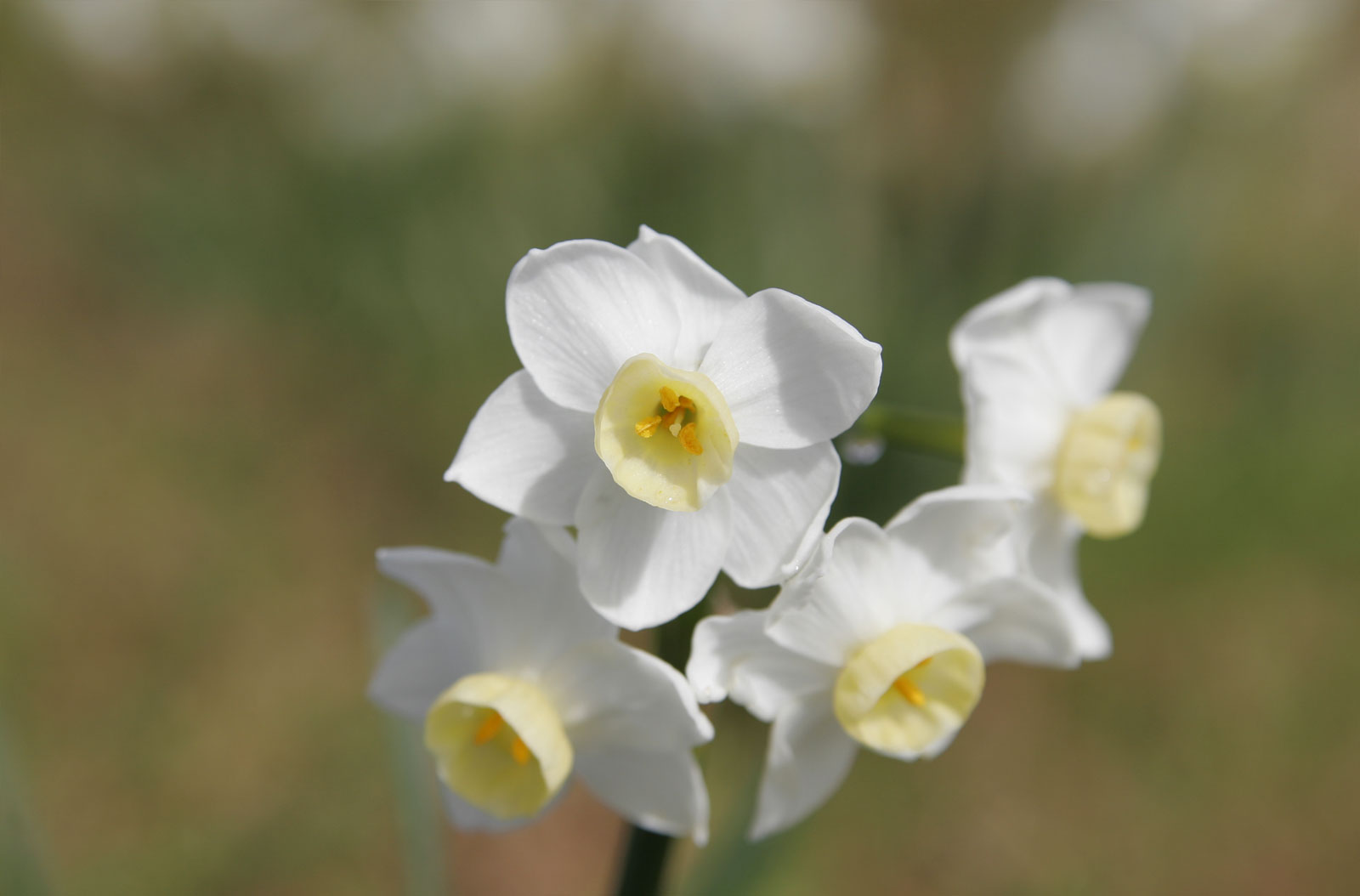
f5 (diafragma más abierto).

Las especificaciones de los objetivos fotográficos incluyen normalmente las aperturas máxima y mínima. Estas se expresan indirectamente a través de los números f (nótese que a mayor número f menor apertura y viceversa). 
La apertura máxima de un objetivo es un parámetro sumamente importante de este ya que indicará lo luminoso que puede llegar a ser ese objetivo, es decir, la mayor cantidad de luz que será capaz de dejar pasar ese objetivo hacia el cuerpo de la cámara.
A mayor apertura máxima (que otorga mayor luminosidad para una dada distancia focal) del objetivo, mayores posibilidades de juego para el fotógrafo a la hora de ajustar la exposición de la fotografía controlando la velocidad de obturación, lo cual le da mucha mayor versatilidad para obtener buenas fotografías en condiciones deficientes de luz.
En los objetivos zoom, cuya longitud focal es variable, la apertura máxima se ve afectada por la distancia focal que se esté utilizando en cada momento por lo que las indicaciones de aperturas suelen ser las aperturas máximas del objetivo con la mayor distancia focal y la menor distancia °F. No obstante lo anterior existen objetivos zoom de apertura máxima constante destinados al mercado profesional los cuales son típicamente mucho más caros.

## Efectos fotográficos derivados de la apertura
Modificando la apertura del diafragma del objetivo se regula el máximo paso de luz hacia el obturador y, por tanto, el elemento fotosensible (película fotográfica o sensor de imagen). Con ello lo que se consigue principalmente es dejar pasar más o menos luz hacia el interior de la cámara para equilibrar la exposición de las fotografías. Nótese que también se puede regular el paso de luz alterando la velocidad de obturación del obturador y que es equivalente (a efectos de equilibrar la exposición de la foto) a introducir luz abriendo el diafragma o dando más tiempo de exposición con la ruleta de velocidades.

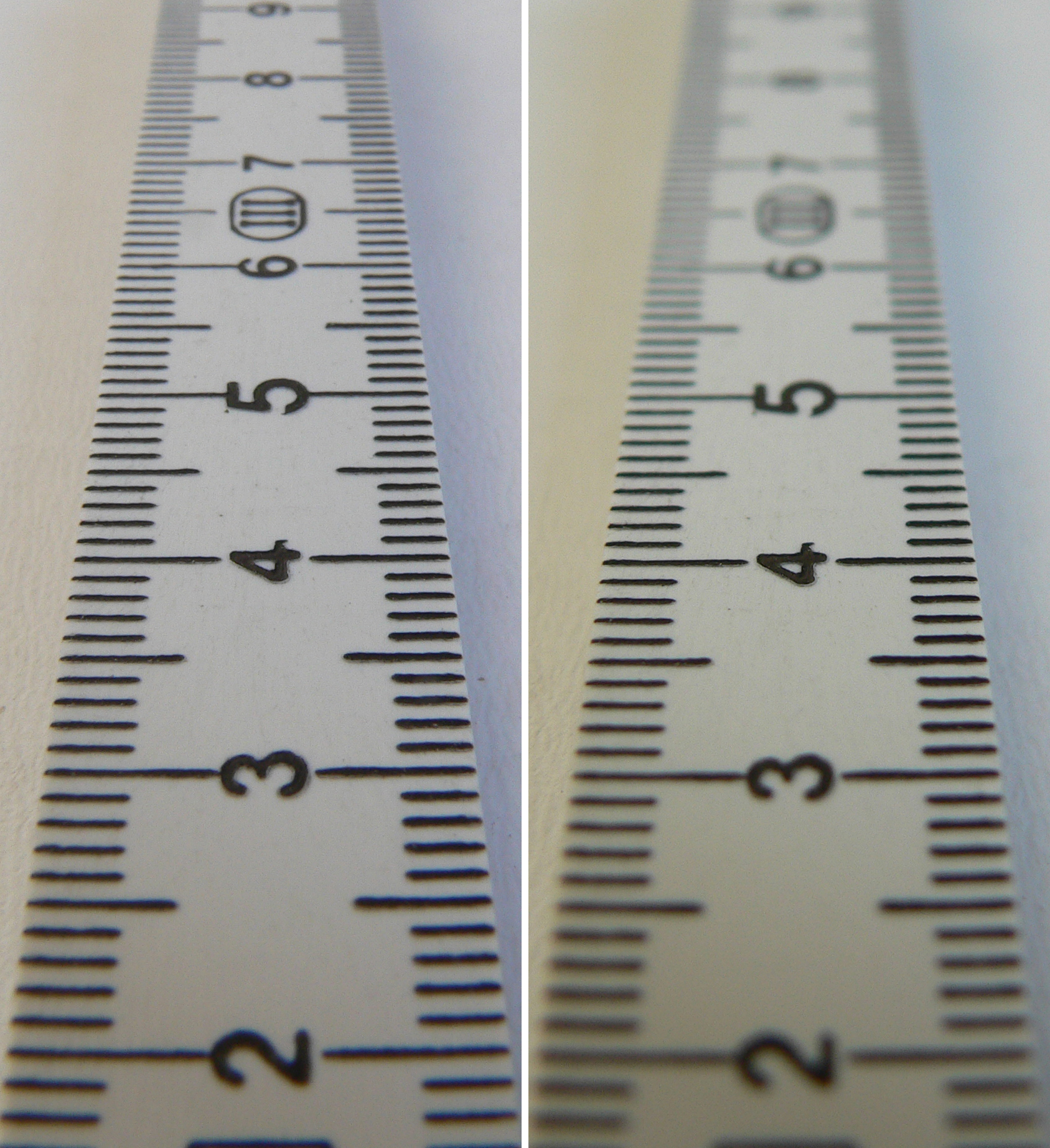
Izquierda: gran profundidad de campo con apertura f8
Derecha: pequeña profundidad de campo con apertura f2,8.

Además del control de la exposición de la fotografía, la apertura también afecta a la forma en que la luz entra en la cámara ayudando a ciertos efectos fotográficos. Así:
- Una gran apertura (diafragmas abiertos): aquellos por debajo de f4 (véase número f) consiguen una menor profundidad de campo y nitidez (al dejar dispersar más la luz) ayudando notablemente para hacer enfoque selectivo.
- Una pequeña apertura (diafragmas cerrados): aquellos por encima de f4 consiguen concentrar más la luz produciendo una mayor profundidad de campo y nitidez en la fotografía resultante.

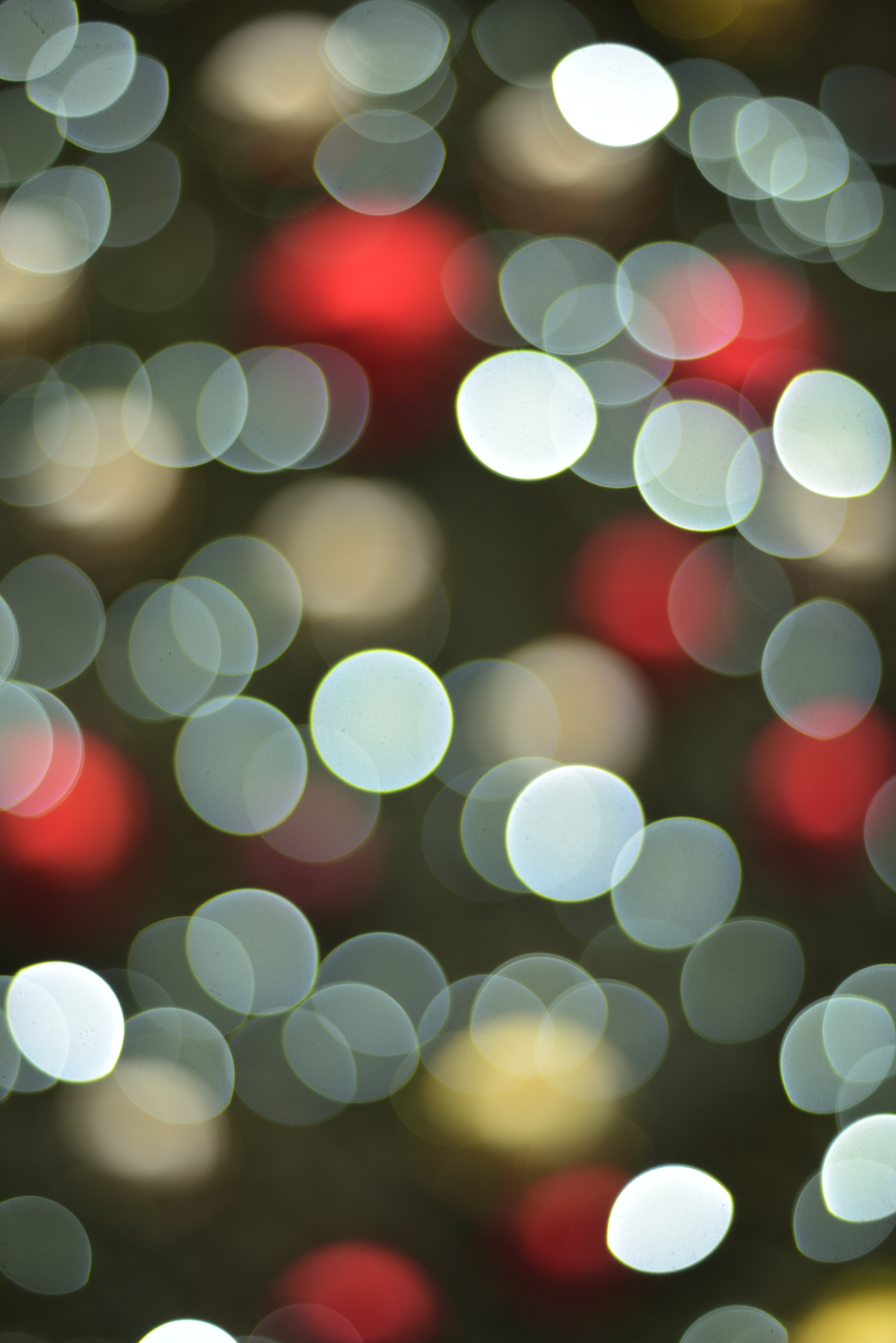
Ejemplo del aspecto redondo de las áreas de luz de un objetivo a plena apertura.

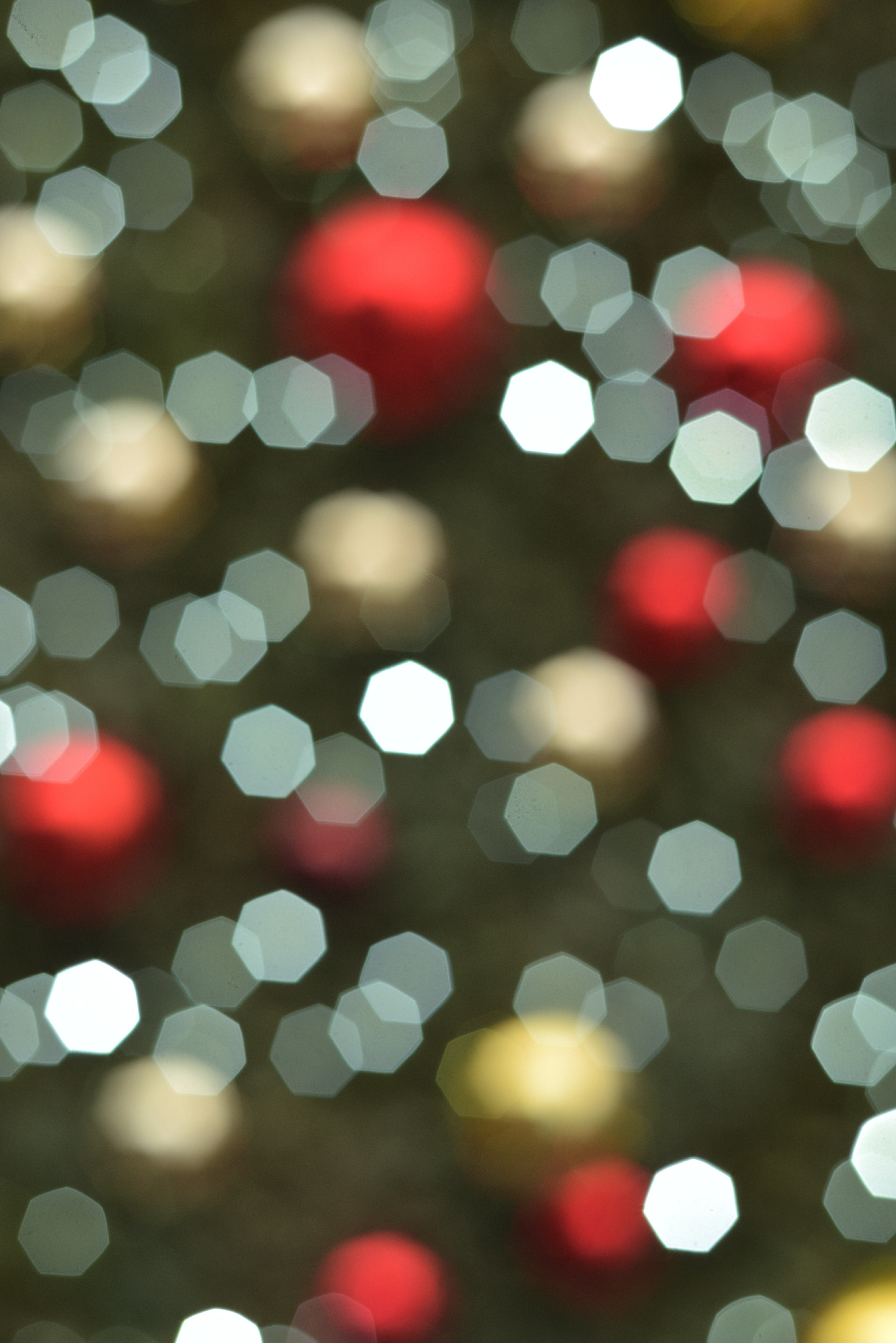
Ejemplo del aspecto hepatogonal de las áreas de luz de un objetivo a f/2.8 con un diafragma de 7 hojas.

De lo anterior cabe además destacar que en función de la apertura utilizada las áreas de luz desenfocadas cambian de forma, siendo estas a gran apertura más redondeadas y tomando estas la forma geométrica de la apertura del diafragma conforme se usan aperturas más pequeñas. Pudiendo usarse este comportamiento como un recurso artístico más en fotografía.